# Football Club d'Antibes - Juan les Pins
Football Club Antibes Juan-les-Pins é um clube de futebol da Federação Francesa de Futebol com sede em Antibes. A equipe atualmente joga em um nível amador e regional, mas fez parte da Divisão 1 por 7 temporadas, desde o seu início em 1932 até 1939.

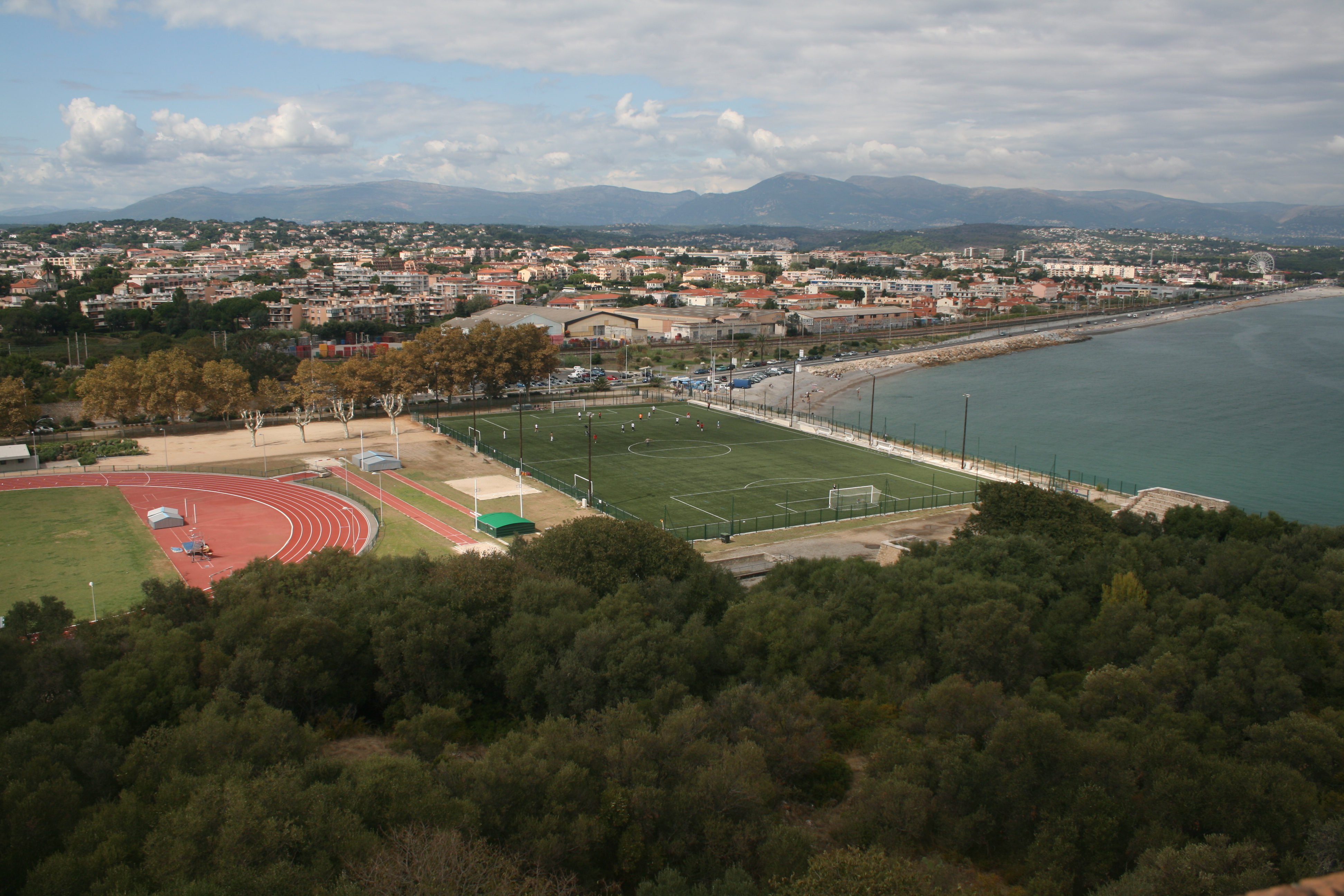
Stade du Fort Carré

## Datas importantes
- 1912: Fundação como Olympique d'Antibes
- 1932: Tornou-se num clube profissional e participou da primeira temporada de futebol profissional na França.
- 1933: A equipe esteve envolvida em um escândalo de suborno e foi renomeada Football Club d'Antibes.
- 1939: Despromoção para a Divisão 2. O clube foi rebatizado de Olympique d'Antibes Juan-les-Pins.
- 1947: Despromoção da Divisão 2 para o futebol amador.
- 1965–1966: Fusão com 2 clubes: Espérance e US Antiboise. O clube assumiu seu nome atual.

## Palmarés
- Campeão da Divisão de Honra do Mediterrâneo (D6): 1993
- Campeão da Divisão Honorária Regional do Mediterrâneo (D7): 2012
- Melhor resultado no Campeonato Francês D1:7 em 1934
- Melhor resultado no Coupe de France: Quartas de final em 1933

## Ligações Externas
- Official website(Inativo desde outubro de 2018)
- Sumário das épocas e da história (em francês)